# Церква Зіслання Святого Духа (Матеушівка)
Церква Зіслання Святого Духа в Матеушівці — парафія і храм греко-католицької громади Бучацького деканату Бучацької єпархії Української греко-католицької церкви в селі Матеушівка Чортківського району Тернопільської области.

## Історія церкви
У селі не було греко-католицької парафії, оскільки його населення складали переважно поляки. У 1935 році вони почали будівництво костелу, який запрацював у 1938 році. До 1946 року в селі існувала римо-католицька парафія.
У 1944—1945 роках, після депортації поляків, національний склад села змінився, і його заселили українцями з Польщі. Через це у 1946 році державна влада закрила костел. Переселені українці відвідували діючі храми в сусідніх селах, що належали до РПЦ.
У 1988 році костел почали використовувати як храм РПЦ. Однак наприкінці 1991 року парафія перейшла в лоно УГКЦ. У 1992 році храм освятив єпископ Михаїл Сабрига.
При парафії з 2002 року діє спільнота «Матері в молитві».
На території села також встановлена фігура Матері Божої.

## Парохи
- о. Василь Кандюк (1992—1996),
- о. Олег Шумелда (з 1996).